# Gallo de mayólica de Vasilkiv
El gallo mayólica Vasilkiv (en ucraniano: Півник васильківської майоліки) es una jarra decorativa industrial producida por la fábrica de mayólica en Vasylkiv, creada por Valeri Protoriev y Nadia Protorieva. Se convirtió en un símbolo de resiliencia durante la invasión rusa de Ucrania (2022) después de que una foto de una de las casas en Borodianka se volviera viral: a pesar de que el piso estaba casi completamente destruido, sobrevivió un mueble de cocina en la pared. Tras una inspección más cercana, se notó un gallo de mayólica decorativo encima del armario.

## Historia
El gallo se produjo en la fábrica de mayólica en Vasylkiv desde principios de la década de 1960 hasta la de 1980.
Después de que se hiciera famosa en todo el mundo una foto del armario con un gallo encima de una casa en ruinas en Borodianka, los medios de comunicación ucranianos y las personas en las redes sociales se interesaron por esta obra de arte. El armario fue fotografiado por Yelyzaveta Servatynska y la diputada del Ayuntamiento de Kiev, Victoria Burdukova, llamó la atención sobre el gallo.
El gallo, junto con el armario, fueron llevados a la exposición del Museo Nacional de la Revolución de la Dignidad.

## Autores

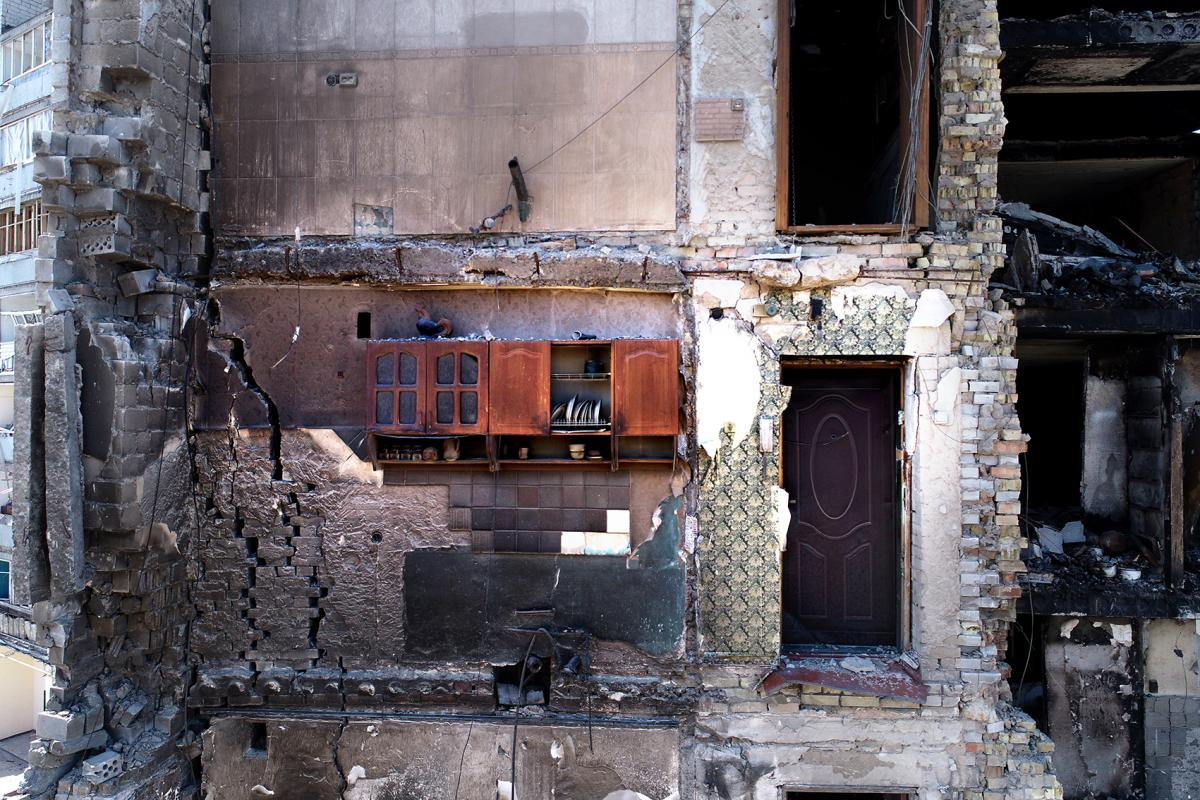
Gallo de cerámica sobre un armario sobreviviente en una casa en ruinas, Borodianka, abril de 2022

Inicialmente, la obra se atribuyó erróneamente a Prokop Bidasiuk.
Serhi Denisenko, el artista principal de la fábrica de mayólica de Vasylkiv, cree que la autoría del gallo pertenece a Valerii Protoriev y su esposa Nadiia.

## Símbolo

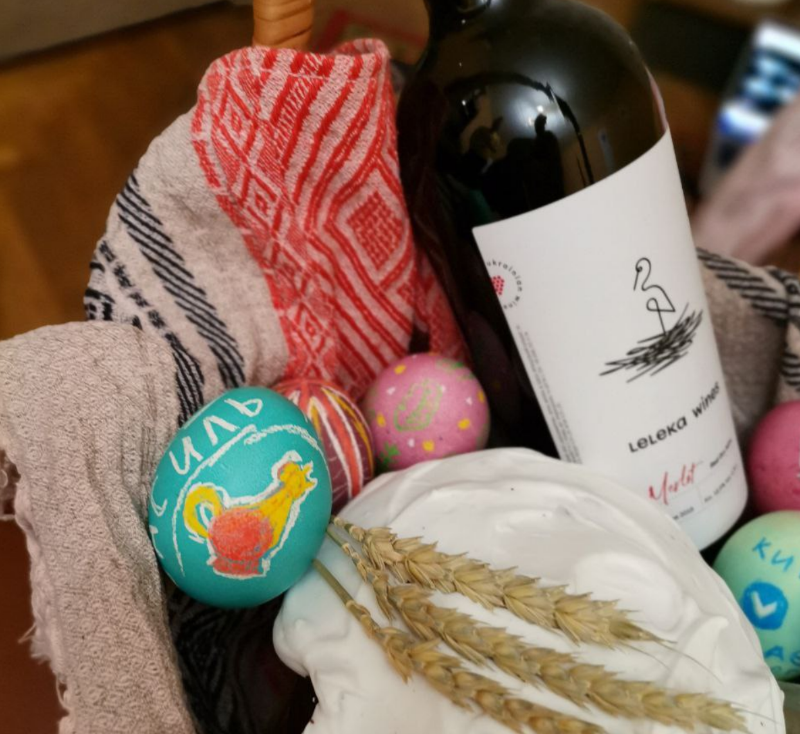
Pysanka con el gallo Borodianka

El mueble de cocina con un gallo, que sobrevivió al bombardeo y permaneció en la pared, se convirtió en símbolo de fortaleza y perseverancia. Apareció un meme: «Sé tan fuerte como este mueble de cocina». También se menciona como símbolo del indomable espíritu ucraniano.
El gallo ha aparecido en las ilustraciones de Olexandr Grekhov, Dima Kovalenko, Inzhir el gato. Se busca activamente en los mercados locales en línea.
El gallo se ha convertido en uno de los temas populares de los pisanka (huevos de Pascua); por ejemplo, el diseñador lituano Laimės Kūdikis lo colocó en uno. Durante la visita del primer ministro del Reino Unido, Boris Johnson, a Kiev el 9 de abril de 2022, tanto él como el presidente de Ucrania, Volodymyr Zelenskyi, recibieron gallos de cerámica similares.